# مسجد راه چمان
مسجد راه چمان مربوط به دوره قاجار است و در قزوین، جنوب خیابان منتظری واقع شده و این اثر در تاریخ ۲۰ آذر ۱۳۷۹ با شمارهٔ ثبت ۲۹۲۵ به‌عنوان یکی از آثار ملی ایران به ثبت رسیده‌است.